# Mezosferă

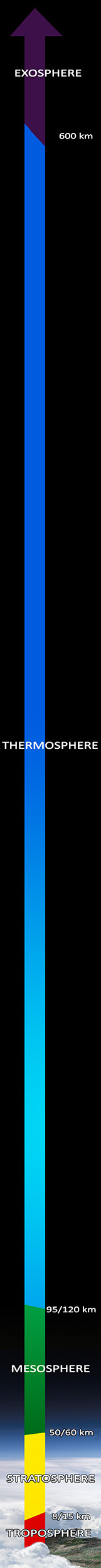
Straturile atmosferei

Mezosfera este un strat al atmosferei terestre care se desfășoară între 50 și 85 km. Aceasta este caracterizată printr-un aer extrem de rarefiat și prin scăderea rapidă a temperaturii, care atinge -85 °C spre limita superioară, numită mezopauză. Aici, majoritatea meteoriților ard înainte de a ajunge la suprafața Terrei.